# Kubouchi Shūchi
Dans ce nom japonais, le nom de famille, Kubouchi, précède le nom personnel.
Kubouchi Shūchi (窪内 秀知, Kubouchi Shūchi), né le 25 janvier 1920 et mort le 21 janvier 2020, est un joueur de go professionnel.

## Biographie
Kubouchi devient 9 dan en 1960 pour la Kansai Ki-in. Son professeur était Katsukiyo Kubomatsu.

## Titre et compétition
Il remporta le championnat de la Kansai Ki-in en 1963.